# Newark Castle (Selkirk)
Newark Castle oder Newark Tower ist die Ruine eines großen Tower House etwa fünf Kilometer westlich von Selkirk in der schottischen Council Area Scottish Borders. Historisch lag es in der traditionellen Grafschaft Selkirkshire. Das Gebäude auf dem Anwesen von Bowhill House im Tal des Yarrow Water, von dem außer dem Donjon auch noch Teile des Torhauses und der Kurtine bis heute erhalten sind, gilt als Scheduled Monument.

## Geschichte
Der Newark Tower wurde um 1423 an Archibald Douglas, Earl of Wigton, verlehnt. Zu dieser Zeit war das Tower House noch nicht fertig und die Arbeiten wurden bis 1475 fortgeführt. Eine Einfriedung wurde um 1550 hinzugefügt, die heute zu sehenden Zinnen und zwei Caphouses mit quadratischem Grundriss stammen von etwa 1600.
Nach dem Fall der Black Douglases war die Burg in den Händen der Krone und 1473 erhielt Margarethe von Dänemark, Gattin von König Jakob III., das Anwesen. Das königliche Wappen ist auf dem Westgiebel zu sehen. Die englische Armee belagerte Newark Castle 1547 ohne Erfolg, aber im darauf folgenden Jahr wurde es niedergebrannt. 1645, während der Kriege der drei Königreiche und nach der Schlacht von Philiphaugh, wurden 100 royalistische Gefolgsleute des Marquess of Montrose in der Einfriedung von Newark Castle erschossen.
Ende des 17. Jahrhunderts wurde Newark Castle für Anne Scott, 1. Duchess of Buccleuch, umgebaut. Sir Walter Scott und William und Dorothy Wordsworth besuchten es 1831.

## Geister
Das Tower House soll von den Seelen der Frauen und Kinder heimgesucht werden, die an dieser Stelle von brutalen Soldaten ermordet wurden. Jedes Jahr, am 13. September, soll man ihr Geheul hören.